# Asplenium polyanthes
Asplenium polyanthes là một loài dương xỉ trong họ Aspleniaceae. Loài này được Sol., Forst. mô tả khoa học đầu tiên năm 1786.
Danh pháp khoa học của loài này chưa được làm sáng tỏ. 